# العمل الصالح في الإسلام
في الإسلام، العمل الصالح هو مجموعة الأعمال الصائبة الموافقة لشرع الله  التي يقوم بها المسلم بِنِيّٓةِ[ ؟ ] التعبد والتقرب له سبحانه وتعالى طمعاً في نيل رضاه والحصول على الأجر والثواب، قال الله : ﴿إِنَّ الَّذِينَ آمَنُوا وَعَمِلُوا الصَّالِحَاتِ أُولَئِكَ هُمْ خَيْرُ الْبَرِيَّةِ ۝٧﴾-سورة البينة، الآية: 7.
يُعد العمل الصالح أحد الفروض الأساسية التي يُلزم على المسلم تأديتها؛ وذلك لكونه يُعد شكلاً من أشكال الإحسان، والذي هو الرتبة الثالثة من مراتب الدين الإسلامي؛ والتي تتضمن (الإسلام ثم الإيمان ثم الإحسان).

## المفهوم الشامل للعمل الصالح
العمل الصالح هو فعل الخير بجميع أبوابه، ونفع الناس والإحسان إليهم، وإتقان العمل الديني[ ؟ ] والدنيوي معا.قال تعالى: ﴿يَا أَيُّهَا الَّذِينَ آمَنُوا ارْكَعُوا وَاسْجُدُوا وَاعْبُدُوا رَبَّكُمْ وَافْعَلُوا الْخَيْرَ لَعَلَّكُمْ تُفْلِحُونَ ۝٧٧﴾-سورة الحج، الآية: 77.

## وجوب العمل الصالح في الإسلام
يُعد العمل الصالح "فرض عين على كل مسلم"؛ وذلك لكونه يُعد شكلاً من أشكال الإحسان، والذي هو الرتبة الثالثة من مراتب الدين الإسلامي؛ والتي تتضمن (الإسلام ثم الإيمان ثم الإحسان). وبهذا يكون الإحسان (بما يتضمن العمل الصالح) من تمام إسلام المرء.
يُعرف الإحسان بكونه إتقان العمل الذي يقوم به المسلم وبذل الجهد لإيجادته ليصبح على أكمل وجه، فإن كان العمل خاصا بالناس وجب تأديته على أكمل وجه وكأن صاحب العمل خبير بهذا العمل ويتابع العامل بكل دقة.
وقد عرّف النبي ﷺ الإحسان بكونه "عبادة الله كأنك تراه فإن لم تكن تراه فإنه يراك"؛ فقد ورد في الحديث قول النبي ﷺ في تعريف الإحسان: «أن تعبد الله كأنك تراه فإن لم تكن تراه فإنه يراك»؛ وقد جاء الأمر بالإحسان في القرآن الكريم بقول الله  في سورة النحل:﴿إِنَّ اللَّهَ يَأْمُرُ بِالْعَدْلِ وَالْإِحْسَانِ وَإِيتَاءِ ذِي الْقُرْبَى وَيَنْهَى عَنِ الْفَحْشَاءِ وَالْمُنْكَرِ وَالْبَغْيِ يَعِظُكُمْ لَعَلَّكُمْ تَذَكَّرُونَ ۝٩٠﴾ [النحل:90]؛ وقوله تبارك وتعالى في سورة الإسراء: ﴿وَقُلْ لِعِبَادِي يَقُولُوا الَّتِي هِيَ أَحْسَنُ إِنَّ الشَّيْطَانَ يَنْزَغُ بَيْنَهُمْ إِنَّ الشَّيْطَانَ كَانَ لِلْإِنْسَانِ عَدُوًّا مُبِينًا ۝٥٣﴾ [الإسراء:53].

## أمثلة على العمل الصالح
يعتقد الكثير من الناس أن العمل الصالح ينحصر في العبادات والفرائض التي فرضها الله  علينا، في حين أن دائرته أوسع من ذلك بكثير، فهو يشمل الحياة كلها، فكل ما يعود بالنفع على الإنسان والكون والحياة يُعد من العمل الصالح الذي يحث عليه الإسلام، ما دامت النية خالصة لوجه الله الكريم، وفيما يلي بعض هذه الأوجه:

### الحسنات الجارية
من أعظم الأعمال أجرًا هي الأعمال التي تنفع الآخرين؛ وذلك لأن نفعها لا يقتصر على الشخص وحده فقط بل يمتد لغيره من الناس، فيكون النفع عامًا للجميع. ومن الأمثلة على الحسنات الجارية:
1. الدعوة إلى الله.
2. نشر العلم الشرعي.
3. بناء مسجد أو بئر ماء او مستشفى او مدرسة.
4. نشر المصاحف في المساجد.
5. توزيع الكتب الشرعية للراغبين في طلب العلم.

### العدل

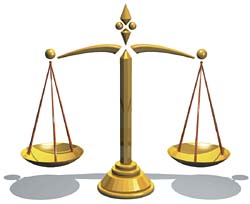
بين الناس عمل صالح

وهو إحقاق ما هو حق وإبطال ما هو باطل، ورد الظلم وإنصاف المظلوم، وقد يصل معناه إلى الإصلاح بين المتخاصمين.

### التعاون
يُعٙد التعاون على البر والخير من الأخلاق السامية التي ينهض بها المجتمع. قال الله : ﴿وَالْمُؤْمِنُونَ وَالْمُؤْمِنَاتُ بَعْضُهُمْ أَوْلِيَاءُ بَعْضٍ يَأْمُرُونَ بِالْمَعْرُوفِ وَيَنْهَوْنَ عَنِ الْمُنْكَرِ وَيُقِيمُونَ الصَّلَاةَ وَيُؤْتُونَ الزَّكَاةَ وَيُطِيعُونَ اللَّهَ وَرَسُولَهُ أُولَئِكَ سَيَرْحَمُهُمُ اللَّهُ إِنَّ اللَّهَ عَزِيزٌ حَكِيمٌ ۝٧١﴾-سورة التوبة، الآية: 71.
والتعاون ضروري في حياة الناس فيما بينهم فالإنسان لا يعمل وحده لجلب المصالح وردء المفاسد، وكما يقول المثل: يد واحدة لا تصفق، لذلك فلنتعاون مع غيرنا في القيام بكل المبادرات الجماعية التي تدعو إلى العمل الصالح، لنٙفِي بحق الخٓلق في الرحمة والنفع.

### الكلمة الطيبة
وتعني كل ما يترك أثر[ ؟ ]ا حسنا لدى المستمع كإفشاء السلام، وتشميت العاطس، والأمر بالمعروف، وقد أمرنا الله  بها في قوله: ﴿وَقُلْ لِعِبَادِي يَقُولُوا الَّتِي هِيَ أَحْسَنُ إِنَّ الشَّيْطَانَ يَنْزَغُ بَيْنَهُمْ إِنَّ الشَّيْطَانَ كَانَ لِلْإِنْسَانِ عَدُوًّا مُبِينًا ۝٥٣﴾-سورة الإسراء، الآية: 53.

### المشي إلى الصلاة
دعا النبي ﷺ إلى الحرص على صلاة الجماعة لأنه بكل خطوة إلى الصلاة حسنة والحسنة بعشر أمثالها. وفي ذلك قوله :
«من راح إلى مسجد الجماعة فخطوة تمحو سيئة، وخطوة تكتب له حسنة ذاهبا وراجعا.»-حديث صحيح رواه أحمد.

### إماطة الأذى عن الطريق
أي إزالة كل ما يتأذى به الإنسان في الطريق ماديا كان أو معنويا. للحديث: "...وأدناها إماطة الأذى عن الطريق".

### صيام التطوع
قال النبي : «من صام يوما في سبيل الله جعل الله بينه وبين النار خندقا، كما بين السماء والأرض.»-رواه البخاري.

### وجوه أخرى

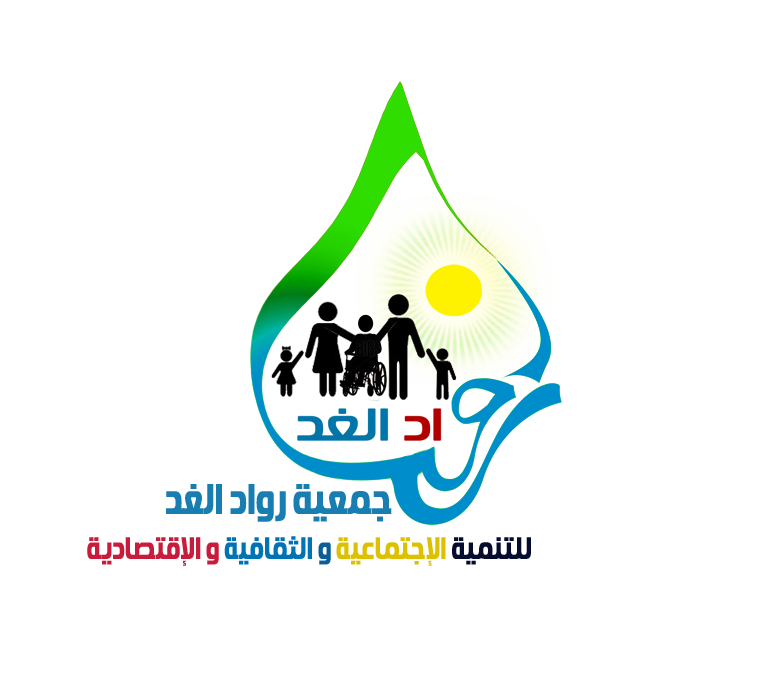
مثال على التي تقوم بأعمال إنسانية.

وهكذا بين لنا الإسلام كثيرا من الأعمال التي تُعٓد صالحة وترفع صاحبها إلى أعلى الدرجات، ومنها: الإحسان إلى الأيتام, مسح دمعة المحزون، تخفيف كربة المكروب، إعانة المحتاج، قضاء دين الغارم، دفع الأذى عن الناس، إتباع الجنائز وهكذا.
قال الرسول : «يا أيها الناس أفشوا السلام، وأطعموا الطعام، وصِلوا الأرحام، وصٓلوا والناس نيام، تدخلوا الجنة بسلام.»-رواه الترمذي بإسناد صحيح.

## فضل العمل الصالح
عن أبي مالك الأشعري قال: قال رسول الله : «الطُّهُورُ(1) شطر الإيمان، والحمد لله تملأ الميزان، وسبحان الله والحمد لله تملآن أو تملأ ما بين السماوات والأرض، والصلاة نور، والصدقة برهان،(2) والصبر ضياء، والقرآن حجة لك أو عليك، كل الناس يغدو(3) فبائع نفسه فمعتقها(4) أو موبقها(5)»-صحيح مسلم، كتاب الطهارة، باب فضل الوضوء.
يتضمن هذا الحديث نصائح نبوية ثمينة، تٙحُثُّ على أعمال صالحة غير مكٙلِّفٓة للجهد والمال، تُمٙكِّنُ مٙن عمل بها، وشغل نفسه بها عن الملاهي، مِن عِتق رقبته من النار، فيبرز فضل[ ؟ ] العبادات في الإسلام وآثارها الروحية على المسلم وبيان عظم ثواب الذكر والصبر والعمل بالقرآن.
ويجلي الحديث حقيقة كسب الإنسان في الحياة الدنيا الذي ينحصر على أمرين: عتق للنفس من الشقاء بالعمل الصالح أو إهلاك لها بالمعاصي والغفلة عن الله.
وبعد ما عرفنا فضل الطهارة، والتسبيح والحمد وثواب الصلاة والصبر، وحفظ القرآن، أيْقٙنّٓا أن الله  واسع الكرم، لذا سنجتهد في ذكره وحسن عبادته.

### العمل الصالح يكفر الذنوب
العمل الصالح يمحو السيئات ويكفر الذنوب[ ؟ ]، قال تعالى: ﴿وَالَّذِينَ آمَنُوا وَعَمِلُوا الصَّالِحَاتِ لَنُكَفِّرَنَّ عَنْهُمْ سَيِّئَاتِهِمْ وَلَنَجْزِيَنَّهُمْ أَحْسَنَ الَّذِي كَانُوا يَعْمَلُونَ ۝٧﴾-سورة العنكبوت، الآية: 7.

### العمل الصالح صدقة
عن أبي هريرة  قال: قال رسول الله ﷺ: «كل سلامى(6) من الناس عليه صدقة؛ كل يوم تطلُع فيه الشمس يعدل بين الإثنين(7) صدقة؛ ويعين الرجل على دابته فيحمل عليها أو يرفع عليها متاعه صدقة. والكلمة الطيبة صدقة؛ وكل خطوة يخطوها إلى الصلاة صدقة؛ ويميط الأذى عن الطريق صدقة.»-صحيح البخاري، كتاب الجهاد والسير، باب من أخذ بالركاب ونحوه.
هذا الحديث الشريف يضع الأسس المتينة للمجتمع الصالح المصلح الذي يتنافس كل أفراده على أعمال الخير، ويشتمل على مظاهر كثيرة للصدقة تجب على المسلم شكرا لله تعالى على نعمه. ففيه حث الرسول ﷺ على الكلمة الطيبة، والإصلاح بين الخصوم، وإعانة الناس ومساعدتهم[ ؟ ] عند الحاجة، وفضل المشي إلى المساجد.
ومن خلال الحديث ندرك أن من واجب شكر الله على نعمة العافية تسخير قدراتنا في كل وجوه الخير[ ؟ ] والبر.

### العمل الصالح طريق الفوز والسعادة
العمل الصالح هو طريق الفوز والسعادة والنجاة في الدنيا والآخرة, وبغيره يقع الإنسان في الخسران المبين، قال  في سورة العصر: ﴿وَالْعَصْرِ ۝١ إِنَّ الْإِنْسَانَ لَفِي خُسْرٍ ۝٢ إِلَّا الَّذِينَ آمَنُوا وَعَمِلُوا الصَّالِحَاتِ وَتَوَاصَوْا بِالْحَقِّ وَتَوَاصَوْا بِالصَّبْرِ ۝٣﴾ [العصر:1–3].

## شروط قبول الأعمال
لكي يكون العمل صالحا ومقبولا عند الله، لا بد أن تتوفر فيه الشروط التالية:

### الصواب
أي أن يكون العمل صائبا موافقا لشرع الله.

### الإخلاص
إن من يعين على قبول الأعمال إخلاص بِنِيّٓةِ[ ؟ ] لله تعالى، من غير رياء ولا سمعة، لقول رسول الله ﷺ: «إنما الأعمال بالنيات، وإنما لكل امرئ ما نوى»-أخرجه البخاري، كتاب بدء الوحي، باب ما جاء إن الأعمال بالنية والحِسْبٙة، وقوله تعالى: ﴿وَمَا أُمِرُوا إِلَّا لِيَعْبُدُوا اللَّهَ مُخْلِصِينَ لَهُ الدِّينَ حُنَفَاءَ وَيُقِيمُوا الصَّلَاةَ وَيُؤْتُوا الزَّكَاةَ وَذَلِكَ دِينُ الْقَيِّمَةِ ۝٥﴾-سورة البينة، الآية: 5.
وبإخلاص النية بتجرد الإنسان من حظوظ النفس التواقة إلى الذكر والشهرة والمدح والثناء من الناس، فيصبح الدافع إلى العمل الصالح هو السعي إلى مرضاة الله الواحد الأحد وإفراده بالطاعة؛ لأن العمل الذي تتعلق به حظوظ النفس لا يستمر ولا يدوم ولا يكتب له القبول في الدنيا ولا في الآخرة.
ونشهد في حياتنا اليومية بعض أعمال الخير[ ؟ ] التي ٱنقطعت، لأن القائمين عليها ابتغوا من ذلك الحظوة عند الناس، والمباهاة والمفاخرة، حتى يقول الناس: إن فلانا فعل كذا، وٱبتغوا من ذلك شهرة[ ؟ ] زائفة، أو ذكرا عند صاحب سلطان، أو وصولا إلى غاية مادية صِرْفٓة، فإذا هم لم يتركوا شيئا من ذلك، يئست نفوسهم وضعفت هممهم، قٱنقطعت أعمالهم وأصابها البوار والخسران، فهذا لا وزن له عند الله بإخبار رسول الله ﷺ في الحديث القدسي الذي رواه أبو هريرة : «أنا أغنى الشركاء عن الشرك، من عمل عملا أشرك فيه معي غيري، تركته وشركه»-رواه مسلم في صحيحه، كتاب الزهد والرقائق، باب من أشرك في عمله غير الله.
في الوقت ذاته نجد أعمالا صالحة استمرت سنين عددا، فاتسع أثرها وعم خيرها العالمين؛ لأن أصحابها حرصوا فيها على إخلاص النية في ستر وخفاء حتى لا تعلم الشِّمال ما أنفقت اليمين، ولا يعلم أقرب الأقربين ما جادت به يد قريبه، لأن الذِّكْر في الملإ الأعلى عند الله  هو المبتغى، فيبارك الله تعالى الجهود ويوفي لصاحب العمل الصالح المخلص الأجر العميم في اليوم الموعود، وهذا هو ميزان قبول الأعمال.

### الإيمان
حين ترتبط كل أعمال الخير[ ؟ ] وكل القيم الإنسانية النبيلة، من محبة ورحمة وصبر وصدق وغيرها، بالإيمان بالله  والسعي إلى نيل رضاه، والإيمان بالبعث[ ؟ ] والجزاء والمصير إلى الجنة أو النار، فإن ذلك الإيمان يضمن لها الدوام والإستمرار، لأن صاحبها لا يريد بها منفعة شخصية أو جماعية آنية في الدنيا[ ؟ ]، بل يبتغي بها المصلحة العامة الدائمة في الدنيا، ووجه الله  ومرضاته في الآخرة، فتكون سببا في سعادته في الدنيا ودخول الجنة في الآخرة.
وحين تنفصل تلكم الأعمال، وإن كانت صالحة، عن الإيمان بالله والإيمان بالبعث والجزاء والجنوب والنار، ويكون الدافع إليها غير ذلك من المنافع الدنيوية الظرفية، شخصية كانت أو جماعية، فإن الحق  يخبرنا في محكم تنزيله أن صاحبها يستفيد منها في الدنيا، فتتحقق له منافعه التي يرجوها، وما له في الآخرة من نصيب لأنه لا يؤمن بها ولا يؤمن بالبعث[ ؟ ] والجزاء والثواب والعقاب، لذلك ربط، ذلك الإسلام، بصفة دائمة، العمل الصالح بالإيمان، وفي ذلك عبرة لمن كان يرجو الرحمة والغفران.

### تجنب الأعمال الطالحة
ربط الله تعالى ورسوله الكريم ﷺ الأعمال الصالحة بشروط معينة لقبولها، فقد ربط الله  قبول الصلاة بتجنب الفحشاء والمنكر، فقال: ﴿اتْلُ مَا أُوحِيَ إِلَيْكَ مِنَ الْكِتَابِ وَأَقِمِ الصَّلَاةَ إِنَّ الصَّلَاةَ تَنْهَى عَنِ الْفَحْشَاءِ وَالْمُنْكَرِ وَلَذِكْرُ اللَّهِ أَكْبَرُ وَاللَّهُ يَعْلَمُ مَا تَصْنَعُونَ ۝٤٥﴾-سورة العنكبوت، الآية: 45، وربط رسول الله ﷺ قبول الصيام بتجنب الإثم وقول الزور، فقال ﷺ: «من لم يدع قول الزور والعمل به، فليس لله حاجة في أن يدع طعامه وشرابه-رواه البخاري، كتاب الصوم، باب من لم يدع قول الزور والعمل به في الصوم، وربط الله تعالى الزكاة بالتطهر من المعاصي والآثام وتصحيح النية في إخراجها حتى تحقق أهدافها في الفرد والمجتمع، فقال : ﴿خُذْ مِنْ أَمْوَالِهِمْ صَدَقَةً تُطَهِّرُهُمْ وَتُزَكِّيهِمْ بِهَا وَصَلِّ عَلَيْهِمْ إِنَّ صَلَاتَكَ سَكَنٌ لَهُمْ وَاللَّهُ سَمِيعٌ عَلِيمٌ ۝١٠٣﴾-سورة التوبة، الآية: 103. وربط الحج[ ؟ ] بالابتعاد عن كل كلام أو فعل سيئ أثناء الحج وبعده حتى يخرج الحاج من ذنوبه كيوم ولدته أمه، قال تعالى: ﴿الْحَجُّ أَشْهُرٌ مَعْلُومَاتٌ فَمَنْ فَرَضَ فِيهِنَّ الْحَجَّ فَلَا رَفَثَ وَلَا فُسُوقَ وَلَا جِدَالَ فِي الْحَجِّ وَمَا تَفْعَلُوا مِنْ خَيْرٍ يَعْلَمْهُ اللَّهُ وَتَزَوَّدُوا فَإِنَّ خَيْرَ الزَّادِ التَّقْوَى وَاتَّقُونِ يَا أُولِي الْأَلْبَابِ ۝١٩٧﴾سورة البقرة، الآية: 197.
وهكذا يتبين أن الحرص على الأعمال الصالحة، وتجنب ما يناقضها من التصرفات السيئة هو توجيه إلهي لكافة الناس حتى يسود بينهم الأمن والأمان والطمأنينة، والتعاون والتضامن، أما إذا ٱنفصلت الأعمال عن شروط صحتها، فلا قيمة لها في ميزان الله ، حتى وإن كان أصحابها يعتقدون أنهم يحسنون صنعا.

## هوامش
1: الطُّهُور: الطهارة، والوضوء
2: برهان: دليل على صدق الإيمان.
3: يغدو: يصبح.
4: معتقها: مخلصها من عذاب الله بالعمل الصالح.
5: موبقها: مهامها بسبب المعاصي والذنوب.
6: سُلامى: مجموع عظام الجسم ومفاصله[ ؟ ].
7: يعدل بين الإثنين: يصلح بينهما بالعدل[ ؟ ].

## ٱنظر أيضا
- فعل الخير
- صلاة الجماعة
- صدقة التطوع
- صوم التطوع
- التعاون
- الدعوة
- الإحسان